# Springfield (Virginia Occidental)
Springfield es un lugar designado por el censo ubicado en el condado de Hampshire en el estado estadounidense de Virginia Occidental. En el Censo de 2010 tenía una población de 477 habitantes y una densidad poblacional de 137,34 personas por km².

## Geografía
Springfield se encuentra ubicado en las coordenadas 39°26′37″N 78°41′51″O / 39.44361, -78.69750. Según la Oficina del Censo de los Estados Unidos, Springfield tiene una superficie total de 3.47 km², de la cual 3.47 km² corresponden a tierra firme y (0.07%) 0 km² es agua.

## Demografía
Según el censo de 2010, había 477 personas residiendo en Springfield. La densidad de población era de 137,34 hab./km². De los 477 habitantes, Springfield estaba compuesto por el 98.32% blancos, el 0.21% eran afroamericanos, el 0% eran amerindios, el 0% eran asiáticos, el 0% eran isleños del Pacífico, el 0% eran de otras razas y el 1.47% pertenecían a dos o más razas. Del total de la población el 0.63% eran hispanos o latinos de cualquier raza.